# Luis de Onís
Luis de Onís González Vara (Cantalapiedra, Salamanca, 1762 - Madrid, 1827) fue un diplomático español, ministro plenipotenciario de España en Washington de 1809 a 1819. Negoció la cesión de la Florida a los Estados Unidos y los límites entre ese país y Nueva España, mediante el documento que lleva su nombre, Tratado de Adams-Onís. 

## Biografía
Después de estudiar en la Universidad de Salamanca, pasó a la legación española en Dresde, al lado de su tío José. Llegó a ser secretario y encargado de negocios de la misma, visitando toda la Europa Central, en especial las cortes de Berlín y Viena. En 1798 regresó a España, ingresando en la Secretaría de Estado, y participó activamente en la introducción de la vacuna en España y en las colonias. En 1808 acompañó a Fernando VII a Bayona, oponiéndose a la abdicación del rey. Por ello, fue encarcelado en Francia, aunque logró escapar de la prisión. Retornó a España y se puso al servicio de la Junta de Defensa durante la Guerra de la Independencia. 
En 1809 fue designado ministro plenipotenciario en los Estados Unidos de América. El gobierno de los Estados Unidos no concedió el plácet al ministro plenipotenciario hasta el año 1814, aduciendo para ello el estado de guerra en que se hallaba España en ese momento; durante esos años el ministro publicó diversos folletos críticos hacia el gobierno de los Estados Unidos bajo el pseudónimo Verus. Ya desempeñando el cargo para el que había sido designado, Onís advirtió al entonces Virrey de la Nueva España, Francisco Javier Venegas de Saavedra, de las intenciones expansionistas de su vecino del norte. Durante la Guerra de Independencia de México mantuvo una red de espías en el norte para prevenir el contacto de los rebeldes con potenciales aliados en los Estados Unidos. Esta red fue especialmente activa en la lucha contra el denominado "corso insurgente hispanoamericano", corsarios, en su mayoría norteamericanos, que se ponían al servicio de las nacientes repúblicas de la América Hispana. 
El 1 de octubre de 1817, el Ayuntamiento de Salamanca lo nombró regidor perpetuo de la ciudad.
En 1819, Luis de Onís fue el negociador junto con John Quincy Adams, entonces secretario de Estado de los Estados Unidos, del Tratado Adams-Onís por medio del cual España y Estados Unidos estabilizaron las fronteras. Ese mismo año fue designado embajador en Nápoles.
En 1821 fue nombrado embajador en Londres y en 1822 le fue concedido el retiro. Tras la entrada de los Cien Mil Hijos de San Luis, se exilió, residiendo en París y Londres.
Escribió la Memoria de las negociaciones entre España y los Estados Unidos que dieron motivo al tratado de 1819 (Madrid, 1820).

## Títulos, órdenes y cargos

### Títulos
- Señor de la Villa de Rayaces.[2]

### Órdenes

#### Reino de España
- Caballero gran cruz de la Orden Española y Americana de Isabel la Católica.[2][3][4]

- Orden de Carlos III.
  - Caballero.[2][4]
  - Ministro vocal de la Asamblea.[2]

#### Extranjeras
- Condecorado con la Decoración del Lis.[2] (Reino de Francia)

### Cargos
- Enviado extraordinario y ministro plenipotenciario de Su Majestad Católica cerca de los Estados Unidos de América.[2]
- Consejero del Consejo Real.[2][4]
- Secretario de Su Majestad con ejercicio de decretos.[2]
- Regidor perpetuo de Salamanca.[2][4]